# Justice participative
Au Québec, la justice participative est une conception de la justice qui favorise l'implication des parties dans la résolution de leur propre conflit. Il s'agit d'une approche complémentaire à la justice traditionnelle. Elle se traduit notamment par la discussion, la médiation et la prévention des conflits

## Définition
Le Barreau du Québec définit la justice participative comme étant une façon différente de faire valoir ses droits et de faciliter l'accès à la justice,. La personne, avec l'assistance de son avocat, choisit le mode de prévention et de résolution de son conflit en fonction de ses besoins, de ses intérêts et de ses moyens. Cela englobe des modes de prévention et de résolution de conflits tels que :
- la négociation,
- le droit collaboratif,
- la médiation,
- la conférence de règlement amiable,
- l'arbitrage et le procès devant les tribunaux.

Ainsi, la justice participative peut être définie comme 

« une philosophie, une conception générale et évolutive de la justice; elle recherche un sentiment de justice chez les citoyens concernés, par leur participation et des approches adaptées aux circonstances, aux intérêts et aux capacités des personnes ou instances impliquées. Il s'agit d’une justice sur mesure, fondée sur l'équité.
 L'expression « justice participative » renvoie à l'obtention d'une justice sur mesure, qui correspond aux attentes, aux besoins et aux capacités de chaque personne, et ce, par la participation pleine et entière du citoyen impliqué dans un conflit. »

L'organisme Éducaloi vulgarise ainsi le terme justice participative :
« La justice participative propose aux personnes qui ont un problème de nature juridique de participer activement à trouver une solution à ce problème. La justice participative favorise des méthodes axées sur la recherche de solutions par la collaboration, le consensus entre les personnes et la prévention des conflits. Ces méthodes sont généralement moins coûteuses, plus rapides et au moins aussi efficaces que le recours judiciaire. Ce peuvent être par exemple la médiation, la conciliation, l'arbitrage, etc.
Un aspect majeur de la justice participative est que les avocats qui la mettent en œuvre doivent informer et conseiller leurs clients sur les différentes façons de régler les conflits qui les opposent à une autre personne. Cette information permet au client de choisir, en toute connaissance de cause, la solution qui lui convient le mieux pour régler le conflit en fonction de ses besoins, de ses intérêts, de ses moyens et de ceux de la personne avec qui il est en conflit.
La justice participative se subdivise en deux catégories : la justice consensuelle et la justice réparatrice. »

## Avantages et inconvénients

### Avantages
- La justice participative vise à prévenir, atténuer, trouver des solutions ou à résoudre les conflits en tenant compte de leurs cycles de vie et à favoriser un sentiment de justice.
- Elle mise sur la participation active et responsable du citoyen.
- Le citoyen impliqué dans une démarche de justice participative pourra choisir, parmi plusieurs moyens possibles, celui ou ceux qui correspondent au degré d'implication souhaité dans la recherche d’une solution au conflit ou à la situation problématique vécue.
- Les moyens disponibles varient en fonction du cycle de vie du conflit ou des circonstances, des intérêts et de la capacité des personnes ou instances impliquées.
- La justice participative s’applique dans un large éventail de situations, qu’elles soient ou non judiciarisées.

## Caractéristiques
La justice participative comprend, entre autres, les méthodes de résolution suivantes :
- La médiation, sous toutes ses formes ;
- L’arbitrage – la décision est prise par un tiers ;
- La négociation — assistée ou non ;
- La facilitation judiciaire en matière criminelle ;
- La conférence de règlement à l'amiable en matière civile et dans les matières relatives à la jeunesse (conciliation effectuée par des juges) ;
- Le droit collaboratif.

## Encouragements
Au Québec, les tribunaux encouragent la justice participative de différentes manières.
Plusieurs tribunaux tiennent, par exemple, des conférences de règlement à l'amiable (CRA). Ces conférences sont présidées par un juge et rendent possible le règlement des litiges soumis à la Cour autrement que par la tenue de procès. L'objectif principal est que les parties, qui doivent consentir à la tenue de la CRA, trouvent un terrain d'entente et participent avec le juge conciliateur aux solutions. Une telle conférence ne retarde pas l'audition du dossier puisque des délais légaux obligent à ce que les auditions se tiennent rapidement. En matière de droit de la jeunesse, même si les procureurs et les parties peuvent se parler afin de régler le dossier, aucun compromis ne peut aller à l'encontre de l'intérêt de l'enfant et du respect de ses droits.
En matière criminelle et pénale, les conférences de facilitation sont offertes aux parties. Les avocats de la poursuite et de la défense qui sont d’avis que la présence d’un juge serait de nature à favoriser le règlement d’un dossier peuvent demander à un juge, ou à un juge de paix magistrat qui a reçu la formation, d'agir comme facilitateur dans le but de tenter de trouver une solution et, ainsi, d’éviter la tenue d’un procès.
En plus de traiter les dossiers selon la justice traditionnelle, la cour municipale de Montréal offre une approche des alternatives en certaines matières, pour répondre à des problématiques liées à la violence conjugale et celle faite aux aînés, à l'alcool au volant, au vol à l'étalage, à l'itinérance et à la maladie mentale. La Cour offre actuellement sept programmes sociaux dont l'objectif est de rendre une justice qui favorise la réhabilitation sociale, le soutien des victimes et le respect de la dignité humaine. Chaque programme est composé d’une équipe d’intervenants qui veillent à son fonctionnement. L’accusé y participe sur une base volontaire et doit :
- Reconnaître sa responsabilité (dans certains cas, en plaidant coupable aux accusations déposées contre lui) ;
- Reconnaître qu’il souffre d’une des problématiques visées ;
- Manifester son intérêt à suivre une thérapie ;
- Répondre aux critères d’intégration du programme visé ;
- Respecter les exigences du programme visé.

La cour note une diminution importante du taux de récidive chez les personnes qui participent à ces programmes.